# Cantó de Vertou-Vignoble
El cantó de Vertou-Vignoble (bretó Kanton Gwerzhav-Gwinieg) és una divisió administrativa francesa situat al departament de Loira Atlàntic a la regió de Loira Atlàntic, però que històricament ha format part de Bretanya.

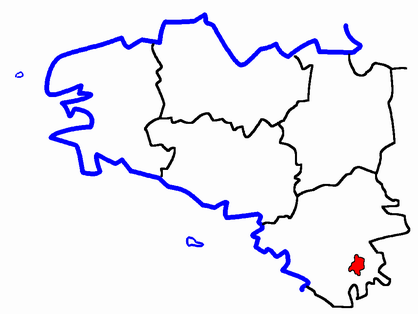
Situació del cantó

## Composició
El cantó aplega 5 comunes: 
| Nom francès            | Nom bretó          | Població | km²   | Codi Postal | Codi INSEE |
| Basse-Goulaine         | Goueled-Goulen     | 7.499    | 13,74 | 44115       | 44009      |
| Château-Thébaud        | Kastell-Tepaod     | 2.484    | 17,64 | 44690       | 44037      |
| Haute-Goulaine         | Gorre-Goulen       | 4.925    | 20,59 | 44115       | 44071      |
| La Haie-Fouassière     | An Hae-Foazer      | 3.337    | 11,81 | 44690       | 44070      |
| Saint-Fiacre-sur-Maine | Sant-Fieg-ar-Mewan | 996      | 5,97  | 44690       | 44159      |
| Cantó                  | Gwerzhav-Gwinieg   | 19.241   | 69,75 | -           | 4459       |

## Història
| Data d'elecció                           | Identitat            | Partit           | Qualitat |
| ---------------------------------------- | -------------------- | ---------------- | -------- |
| 2001-                                    | Jean-Claude Daubisse | RPR, després UMP |          |
| les dades anteriors no són pas conegudes |                      |                  |          |
|                                          |                      |                  |          |